# Марк Папірій Красс (консул 441 року до н. е.)
Марк Папі́рій Красс (також відомий як Маній Папірій Красс, лат. Marcus / Manius Papirius Crassus; ? — після 441 до н. е.) — політичний, державний та військовий діяч часів Римської республіки, консул 441 року до н. е.

## Біографічні відомості
Походив з патриціанського роду Папіріїв, його гілки Крассів. Про молоді роки немає відомостей. 
У 441 році до н. е. був обраний консулом разом з Гаєм Фурієм Пацілом Фузом. Разом з колегою займався переважно внутрішніми справами держави, адже того року війни Римська республіка не вела.
Про подальшу долю Марка Папірія Красса згадок немає.